# Bohuslav Chňoupek
Bohuslav Chňoupek (ur. 10 sierpnia 1925 w Petržalce, ob. dzielnica Bratysławy, zm. 28 maja 2004 w Pradze) – słowacki polityk, czechosłowacki działacz komunistyczny, publicysta.
W latach 1967–1969 był wiceministrem kultury, 1969–1970 dyrektorem Czechosłowackiego Radia. W 1969 po raz pierwszy znalazł się w składzie Komitetu Centralnego Komunistycznej Partii Czechosłowacji.
Od 1970 w dyplomacji, od 1971 wieloletni minister spraw zagranicznych; w październiku 1988 zastąpił go Jaromír Johanes.